# دانشکده داروسازی اردبیل
دانشکده داروسازی اردبیل در سال (۲۰۱۳ میلادی) ۱۳۹۲ در محوطه دانشگاه علوم پزشکی اردبیل در شهر اردبیل تأسیس گردید و با پذیرش ۲۶ دانشجو فعالیت خود را در زمینه آموزش رشته داروسازی در مقطع دکترا آغاز نمود.

## رسالت
مهمترین رسالت دانشکده، آموزش دانشجویان داروسازی می‌باشد تا از طریق مشارکت با سایر مشاغل سلامت به گونه‌ای فعالیت نمایند که با تأمین مراقبت‌های دارویی در دسترس و همگرا باعث بهبود شرایط بیماران شوند. علاوه بر این، دانشکده بر آن است در حیطهٔ تربیت و آموزش پیشرفته در علوم دارویی، بالینی و سلامت گام بردارد.

## چشم انداز
شناخته شدن به عنوان یکی از مهم‌ترین دانشکده‌ها در امر آموزش، تحقیق و ارائه خدمات داروسازی در سطح ملّی و بین‌المللی که با حرفه پزشکی و سایر رشته‌های مرتبط در افزایش سرعت کشف، توسعه و استفاده مناسب از داروها به منظور سلامتی و رفاه مردم همکاری مؤثری داشته باشد.

## برنامه ریزی استراتژیک

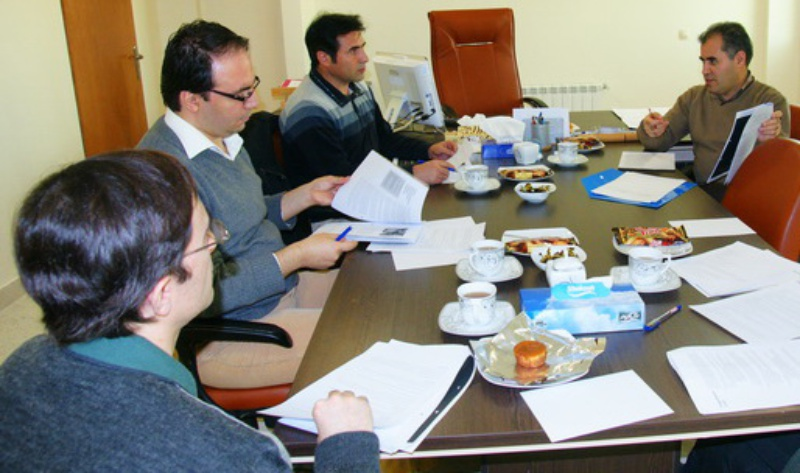
کمیته استراتژیک

اعضای هیات علمی و کارمندان دانشکده، بر اساس برنامه استراتژیک ۵ ساله فعالیت خود را انجام می‌دهند تا دانشکده بتواند اهداف کلان دانشگاه علوم پزشکی اردبیل را در رسالت‌های آموزشی، تحقیقی و خدمات سلامت پشتیبانی نماید. برنامه پنج ساله جاری از سال (۲۰۱۴ تا ۲۰۱۹ میلادی) ۱۳۹۷-۱۳۹۲را شامل می‌شود.

## گروههای دانشکده
دانشکده داروسازی اردبیل متشکل از ۵ گروه می‌باشد:
- فارماکولوژی و سم شناسی
- فارماسیوتیکس
- فارماکوگنوزی و بیوتکنولوژی
- داروسازی بالینی
- شیمی داروئی

## امکانات تحقیقاتی

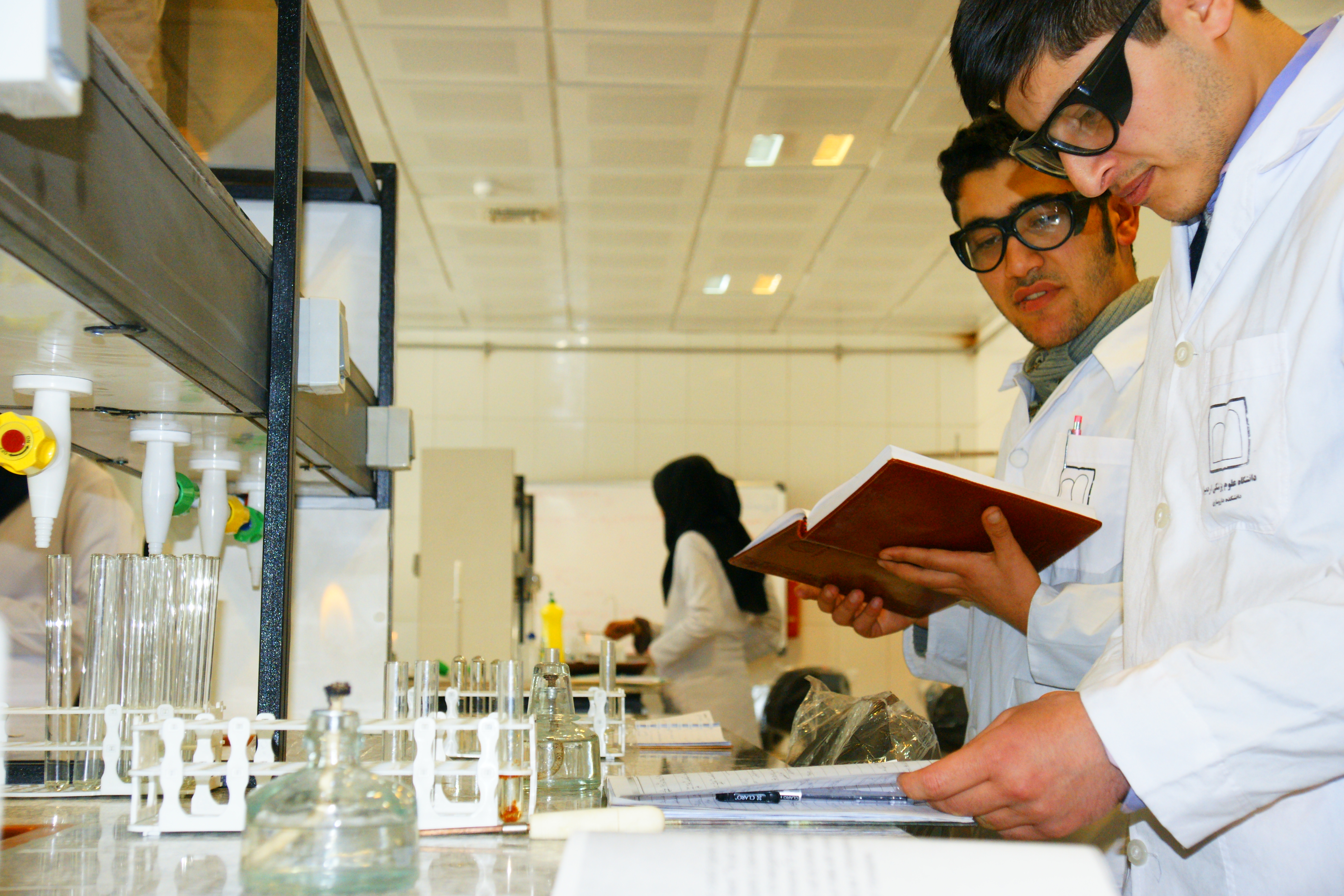
آزمایشگاه

هدف ما تأمین ابزار آلات و تجهیزات مدرن و با تکنولوژی بالا برای پیشبرد اهداف آموزشی و تحقیقاتی داروسازی می‌باشد.
برخی از امکانات و تجهیزات موجود عبارتست از:
- آنالیز گرمایی تفاضلی (DTA (Differential Thermal Analysis
- الکتروفورز یکپارچه با ترانسلومیناتور نور آبی
- اسپکتروفوتومتر UV-Vis
- اتوکلاو
- اتوکلاو دیجیتال (High-pressure steam sterilizer)
- پمپ پریستالتیک
- تانک الکتروفورز عمودی
- تانک الکتروفورز افقی
- تانک ازت مایع
- تصویربردار وسترن بلات
- حمام مافوق صوت (Ultrasonic Bath)
- دستگاه تولید آب دیونیزه
- دستگاه کروماتوگرافی گازی
- دستگاه کروماتوگرافی مایع با کارکردعالی (HPLC)
- سانتریفیوژ
- سانتریفیوژ یخچال دار
- سیستم ژل داک
- سیستم PCR
- سیستم‌های لیوفیلزه سازی و فریزدرایر
- سیستم‌های تهیه لیپوزم و نانولیپوزم
- فریزر 20- درجه سانتیگراد
- فریزر 80- درجه سانتیگراد
- فلوسایتومتر
- قفس متابولیک
- مایکروویو
- مدل‌های حیوانی و کشت سلولی برای تحقیقات دارویی ضد سرطان
- میکروپلیت ریدر چندکاره کاربرد آزمایشگاهی
- میکروسانتریفیوژ
- میکروسکوپ Invert
- نانودراپ اسپکتروفوتومتر
- هات بلوک (خشک کن)
- هیتر استیرر
- هموژنایزر
- یخچال
- Dry Block Incubator
- pH متر
- Shaker Rotator
- Laminar flow cabinet class II